# Bersaba
Bersaba is een toeristische plaats in het district Para in Suriname. Het is ontstaan uit een Christelijke zendingspost op La Prosperité, een voormalige houtplantage. Bersaba is vooral bekend als badplaats, gelegen in de buurt van het recreatieoord Republiek op ongeveer 10 km van luchthaven Zanderij.

## Geschiedenis

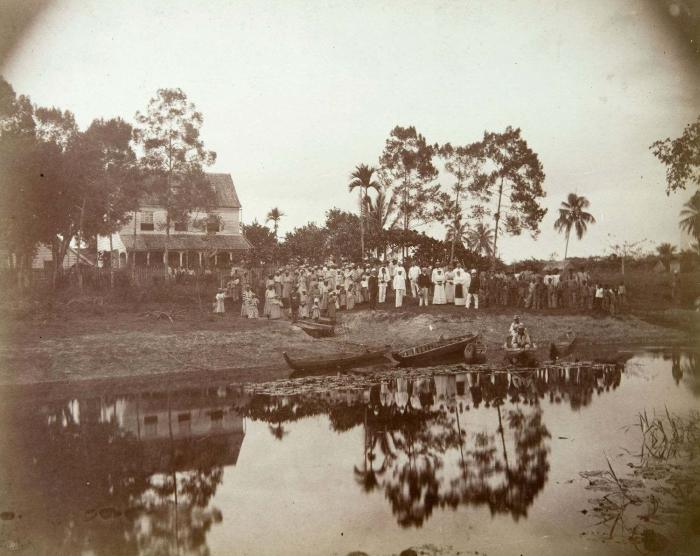
La Prosperité ontvangt Gouverneur Van Asch van Wijck in 1893 of 1894, foto KITLV

Slavenwoningen op La Prosperité, circa 1900

In 1858 stichtte de Evangelische Broedergemeente van Suriname (EBGS) op houtgrond La Prosperité aan de Coropinakreek een zendingspost onder de naam Bersaba. De naam is een symbolische verwijzing naar de plaats Ber-seba of Beersheba uit Genesis 21:33-34, om het gevoel van een vreemdeling in Filistijnen-land te duiden. 
De toenmalige eigenaar van La Prosperité, Tjark Jansen Sluyters, schonk aan de EBG een stuk grond voor de bouw van een kerk. De slaven werden gedwongen hun persoonlijke winti-gerelateerde bezittingen te verbranden. De dominees verbrandden ook enkele wintihutten. De kerk te Bersaba werd op 27 juni 1858 ingewijd door Broeder Glocker. 
Bersaba groeide uit tot het centrum voor de Broedergemeente in het huidige district Para. De Evangelische Broedergemeente maakt nog steeds actief gebruik van deze locatie voor diverse rituelen en plechtigheden zoals dopen.
Na de afschaffing van de slavernij is plantage La Prosperité op 18 mei 1882 overgekocht door negen families van voormalige slaafgemaakten, waaronder de voorouders van Johan Pengel. Een aanzienlijk deel van de vrijgemaakten is lange tijd blijven wonen op de plantage. De grond is thans in beheer van deze negen families. Ter herinnering aan de aankoop is op 31 oktober 1982 het Eigenarenmonument plantage La Prosperité opgericht.
Bersaba is als badplaats vooral in trek bij dagrecreanten uit Paramaribo. De ongeveer 100 bewoners van Bersaba zijn ook actief in het ecotoerisme.